# Opius utinanus
Opius utinanus är en stekelart som beskrevs av Fischer 2001. Opius utinanus ingår i släktet Opius och familjen bracksteklar. Inga underarter finns listade i Catalogue of Life.